# Ilio (Attika)
Ilio (griechisch Ίλιο, oft auch Ilion [Ίλιον]  genannt, früherer Name Nea Liosia [Νέα Λιόσια]) ist eine der Vorstädte der griechischen Hauptstadt Athen.

## Geografie
Ilion liegt 8 km nordwestlich vom Zentrum Athens und grenzt im Norden und  Osten an Agii Anargyri-Kamatero, im Süden an Peristeri und im Westen an Petroupoli. Es liegt südlich des Berges Egaleo und der Attiki Odos.
Ilion ist wie die weitere Umgebung im Westen Athens charakterisiert von Handel, Kleinindustrie und Handwerk.
Durchschnittlich beschäftigen die Betriebe zwei bis drei Arbeitskräfte. 24 % der Arbeitskräfte der Gemeinde sind lohnabhängig beschäftigt, während die restlichen 76 % Selbständige sind.

## Geschichte
Das Gebiet wurde bis ins 19. Jahrhundert landwirtschaftlich genutzt. Zwischen 1848 und 1861 errichtete die griechische Königin Amalia westlich des Kifisos ihre Sommerresidenz mit einem Herrenhaus namens Pyrgos Vasilissis (‚Turm der Königin‘) und einem ausgedehnten Park, dessen Gebiet zum Teil noch im modernen Andonis-Tritsis-Park erhalten ist. Eine Siedlung bayerischer Beamter und Hofangestellter, die zunächst Ilion Troas genannt wurde, entstand 1858 südwestlich des königlichen Anwesens. Nach der Vertreibung des Königshauses und seines Beamtenapparats 1862 siedelten sich reiche Familien aus den umliegenden Dörfern Liosia, Fyli und Menidi dort an und nannten die Siedlung Kato Liosia, zum Ende des 19. Jahrhunderts setzte sich Nea Liosia durch. Bis 1920 wuchs die Bevölkerung Nea Liosias auf 1121 Einwohner an. Nea Liosia wurde 1925 aus Athen ausgegliedert und selbständige Landgemeinde. Insbesondere die Landflucht in den 1950er und 1960er Jahren brachte ein enormes Bevölkerungswachstum: Noch 1951 zählte die Gemeinde nur 5.460 Einwohner; in einem Jahrzehnt versechsfachte sich die Einwohnerzahl bis 1961 nahezu auf 31.810 Einwohner, ein prozentualer Anstieg von 492 %. Dies brachte 1963 die Hochstufung zur Stadtgemeinde (gr. dimos).
Im September 1994 bekam die Stadt offiziell den Namen Ilion, nachdem der Stadtrat beschlossen hatte, den ursprünglichen Namen der Stadt aus der Mitte des letzten Jahrhunderts wieder anzunehmen.

## Sehenswürdigkeiten
- Die orthodoxe Agia Paraskevi Kirche (Ilion)

## Partnerstädte
- Corigliano d’Otranto, Italien
- Jericho, Palästina
- Tulcea, Rumänien